# سكوبي (مونتانا)
سكوبي (بالإنجليزية: Scobey, Montana)‏ هي مدينة تقع في الولايات المتحدة في مقاطعة دانيلز. يقدر عدد سكانها بـ 1,017 نسمة ومساحتها 1.97 كم2 وترتفع عن سطح البحر 752 متر.

## التركيبة السكانية
قام مكتب تعداد الولايات المتحدة بتحديد بيانات التركيبة السكانية لسكوبي في تعداد الولايات المتحدة. في ما يلي، التركيبة السكانية حسب تعدادي 2000 و2010.

### تعداد عام 2000
بلغ عدد سكان سكوبي 1,082 نسمة بحسب تعداد عام 2000، وبلغ عدد الأسر 500 أسرة وعدد العائلات 280 عائلة مقيمة في المدينة. في حين سجلت الكثافة السكانية 1,481.6 نسمة لكل ميل مربع (572.0/كم2). وبلغ عدد الوحدات السكنية 611 وحدة بمتوسط كثافة قدره 836.6 نسمة لكل ميل مربع (323.0/كم2).
وتوزع التركيب العرقي للمدينة بنسبة 95.75% من البيض و 0.74% من الأمريكيين الأصليين و 0.37% من الأمريكيين ذوي الأصول الآسيوية و 2.22% من عرقين مختلطين أو أكثر.
بلغ عدد الأسر 499 أسرة كانت نسبة 23.0% منها لديها أطفال تحت سن الثامنة عشر تعيش معهم، وبلغت نسبة الأزواج القاطنين مع بعضهم البعض 47.5% من أصل المجموع الكلي للأسر، ونسبة 6.8% من الأسر كان لديها معيلات من الإناث دون وجود شريك، وكانت نسبة 43.1% من غير العائلات. تألفت نسبة 39.7% من أصل جميع الأسر من أفراد ونسبة 22.4% كانوا يعيش معهم شخص وحيد يبلغ من العمر 65 عاماً فما فوق. وبلغ متوسط حجم الأسرة المعيشية 2.81، أما متوسط حجم العائلات فبلغ 2.09.
بلغ العمر الوسطي للسكان 50 عاماً. وكانت نسبة 21.0% من القاطنين تحت سن الثامنة عشر، وكانت نسبة 4.3% بين الثامنة عشر والأربعة وعشرون عاماً، ونسبة 17.6% كانت واقعةً في الفئة العمرية ما بين الخامسة والعشرون حتى والأربعة وأربعون عاماً، ونسبة 29.4% كانت ما بين الخامسة والأربعون حتى الرابعة والستون، ونسبة 27.7% كانت ضمن فئة الخامسة والستون عاماً فما فوق. يوجد لكل 100 أنثى 84.6 ذكر، ويوجد لكل 100 أنثى في الثامنة عشر من عمرها فما فوق 81.9 ذكر.
وكان متوسط دخل الذكور 27,411 دولار مقابل 18,304 دولار للإناث. وسجل دخل الفرد الخاص بالمدينة 17,150 دولار. وكانت نسبة 8.7% من العائلات ونسبة 13.4% من السكان تحت خط الفقر، وكان من هؤلاء نسبة 12.1% تحت سن الثامنة عشر ونسبة 11.8% في الخامسة والستين من العمر وما فوق.

### تعداد عام 2010
بلغ عدد سكان سكوبي 1,017 نسمة بحسب تعداد عام 2010، وبلغ عدد الأسر 472 أسرة وعدد العائلات 252 عائلة مقيمة في المدينة. في حين سجلت الكثافة السكانية 1,338.2 نسمة لكل ميل مربع (516.7/كم2). وبلغ عدد الوحدات السكنية 600 وحدة بمتوسط كثافة قدره 789.5 لكل ميل مربع (304.8/كم2).
وتوزع التركيب العرقي للمدينة بنسبة 94.9% من البيض و 2.5% من الأمريكيين الأصليين و 0.3% من الأمريكيين ذوي الأصول الآسيوية و 0.1% من الأمريكيين الأفارقة و 2.1% من عرقين مختلطين أو أكثر.
بلغ عدد الأسر 472 أسرة كانت نسبة 22.0% منها لديها أطفال تحت سن الثامنة عشر تعيش معهم، وبلغت نسبة الأزواج القاطنين مع بعضهم البعض 44.1% من أصل المجموع الكلي للأسر، ونسبة 6.4% من الأسر كان لديها معيلات من الإناث دون وجود شريك، بينما كانت نسبة 3.0% من الأسر لديها معيلون من الذكور دون وجود شريكة وكانت نسبة 46.6% من غير العائلات. تألفت نسبة 41.5% من أصل جميع الأسر من أفراد ونسبة 22.3% كانوا يعيش معهم شخص وحيد يبلغ من العمر 65 عاماً فما فوق. وبلغ متوسط حجم الأسرة المعيشية 2.84، أما متوسط حجم العائلات فبلغ 2.07.
بلغ العمر الوسطي للسكان 49.9 عاماً. وكانت نسبة 21.9% من القاطنين تحت سن الثامنة عشر، وكانت نسبة 4.4% بين الثامنة عشر والأربعة وعشرون عاماً، ونسبة 17.2% كانت واقعةً في الفئة العمرية ما بين الخامسة والعشرون حتى والأربعة وأربعون عاماً، ونسبة 27.8% كانت ما بين الخامسة والأربعون حتى الرابعة والستون، ونسبة 28.6% كانت ضمن فئة الخامسة والستون عاماً فما فوق. وتوزع التركيب الجنسي للسكان بنسبة 48.5% ذكور و51.5% إناث.